# 海斯森特 (內布拉斯加州)
海斯森特（英語：Hayes Center）是一個位於美國內布拉斯加州海斯縣的村。根據2010年美國人口普查，該地共人口214人，而該地的面積約為0.70平方千米。同時該地也是海斯縣的縣治。

## 地理
海斯森特的座標為40°30′41″N 101°01′14″W / 40.51139°N 101.02056°W，而該地的平均海拔高度為928米（即3045英尺）。